# میوزیک (گروه موسیقی)
میوزیک (به انگلیسی: Musiqq) گروه موسیقی لتونیایی است.
آن ها در مسابقه آواز یوروویژن ۲۰۱۱ نماینده لتونی بودند.